# Mjusjön (Gullabo socken, Småland)
Mjusjön är en sjö i Torsås kommun i Småland och ingår i Bruatorpsåns huvudavrinningsområde.